# Florence Noiville
Florence Noiville, escritor e jornalista francês, é editor de longa data do Le Monde e editor de ficção estrangeira do Le Monde des Livres, o suplemento literário do Le Monde.

## Vida
Depois de frequentar a Sciences Po, a escola internacional de negócios da HEC Paris, e de obter o seu mestrado em Direito Empresarial, Noiville iniciou a sua carreira profissional numa empresa norte-americana, trabalhando no setor financeiro. Contra todas as probabilidades, quatro anos depois passou dos números às letras, direcionando a sua carreira para aquilo que sempre lhe interessou: a escrita e a literatura. Desde 1994 que trabalha como jornalista e crítica literária no jornal francês Le Monde. Realizou inúmeras entrevistas e perfis, entre os quais Saul Bellow, Imre Kertész, John le Carré, Mario Vargas Llosa, Herta Müller. As suas entrevistas e retratos de escritores foram publicados em inglês na Literary Miniatures (Seagull Books).
De 2007 a 2010, apresentou também um programa literário no canal de televisão francês LCI intitulado "Le Monde des Livres". Entre os autores que convidou para a sua exposição estão: Claude Lanzmann, Joseph Stiglitz, Paul Auster, Umberto Eco... Em 2007-2008, foi jurado do Independent Prize for Foreign Fiction organizado pelo The Independent y el British Council en Londres.
Florence Noiville é também autora de quatro romances, duas biografias e um panfleto sobre os excessos do capitalismo, intitulado Fui para a escola de gestão e peço desculpa. Os seus romances combinam literatura e neurociência. Os seus livros estão traduzidos para 13 línguas.

## Pessoal
Florence Noiville é casada com Martin Hirsch. Viven em Paris com os seus três filhos.

## Fábricas

### Literatura para adultos
- Florence  Noiville: Isaac Bashevis Singer. Stock, 2006, ISBN 978-2-234-05640-4.
- Florence  Noiville: La donation. Le Livre de Poche, 2009, ISBN 978-2-253-12588-4.
- Florence  Noiville: J’ai fait HEC et je m’en excuse. J'ai lu, 2012, ISBN 978-2-290-05423-9.
- Florence  Noiville: L'attachement. Stock, 2014, ISBN 978-2-253-17541-4.
- Florence  Noiville: L'illusion délirante d'être aimé. Stock, 2015, ISBN 978-2-234-07340-1.

### Livros infantis
- Florence  Noiville: Et toi, ta grand-mère. Actes Sud Junior, 2008, ISBN 978-2-7427-7183-7.
- Florence  Noiville: Petites histoires de derrières les fourneaux. Actes Sud Junior, 2006, ISBN 978-2-7427-6067-1.
- Florence  Noiville: Bébé Jules qui ne voulait pas naître. Editions Gallimard, 2005, ISBN 978-2-07-057065-2.
- Florence  Noiville, Christine Noiville (Illustration): Histoires insolites des saints du calendrier. Actes Sud Junior, 2004, ISBN 978-2-7427-5118-1.
- Florence  Noiville, Serge Ceccarelli (Illustration): La Mythologie romaine. Actes Sud Junior, 2003, ISBN 978-2-7427-4530-2.
- Florence  Noiville: Les Héros grecs. Actes Sud Junior, 2002, ISBN 978-2-7427-4003-1.
- Florence  Noiville: La Mythologie grecque. Actes Sud Junior, 2000, ISBN 978-2-7427-3070-4.
- Florence  Noiville, Philippe Duma (Illustration): Je cherche les clés du paradis. L’École des loisirs, 1999, ISBN 978-2-211-06943-4.